# San José Nacimiento
San José Nacimiento är en ort i Mexiko.   Den ligger i kommunen Ocosingo och delstaten Chiapas, i den sydöstra delen av landet, 800 km öster om huvudstaden Mexico City. San José Nacimiento ligger 1 266 meter över havet och antalet invånare är 145.
Terrängen runt San José Nacimiento är kuperad. Runt San José Nacimiento är det glesbefolkat, med 16 invånare per kvadratkilometer. Närmaste större samhälle är Ocosingo, 12,9 km sydost om San José Nacimiento. I omgivningarna runt San José Nacimiento växer i huvudsak städsegrön lövskog.